# Stadio Olimpico di Al-Minaa
Lo stadio Olimpico di Al-Minaa (inglese: Al-Minaa Olympic Stadium, in arabo مدينة البصرة الرياضية‎?) è uno stadio di calcio situato a Bassora, in Iraq. 
Inaugurato nel 2022, sorge nel centro di Bassora ed è dotato di pista di atletica. Ha una capienza di 30 000 spettatori e ospita le partite casalinghe dell'Al-Mina'a.

## Stadio
I lavori di costruzione dell'impianto, che sorge sul sito del precedente stadio di Al-Minaa (risalente agli anni '30 del XX secolo e ammodernato nel 1995), sono iniziati nella primavera del 2011 con opere di demolizione del vecchio stadio. Il progetto è a cura dello studio statunitense di architettura 360 Architecture.
La prima partita tenutasi allo stadio, Al-Mina'a-Kuwait SC (1-2), si è tenuta il 26 dicembre 2022, giorno dell'inaugurazione del nuovo impianto.
È uno dei due stadi che hanno ospitato la Coppa delle nazioni del Golfo 2023.